# Mads Conrad-Petersen
Mads Conrad-Petersen (* 12. Januar 1988) ist ein dänischer Badmintonspieler.

## Karriere
Mads Conrad-Petersen gewann nach neun Titeln bei nationalen Nachwuchsmeisterschaften 2007 Gold und Silber bei den Junioreneuropameisterschaften. 2009 siegte er bei Scottish Open, den Dutch International, Dutch Open, Croatian International, Czech International und Irish Open. 2010 war er erneut bei den Dutch International erfolgreich.

## Sportliche Erfolge
| Saison    | Veranstaltung                                    | Disziplin    | Platz | Name                                                         |
| --------- | ------------------------------------------------ | ------------ | ----- | ------------------------------------------------------------ |
| 2000/2001 | Dänemark: Einzelmeisterschaften der Junioren U13 | Herreneinzel | 1     | Mads Conrad, Vejen                                           |
| 2002/2003 | Dänemark: Einzelmeisterschaften der Junioren U15 | Herrendoppel | 1     | Troels Kloster / Mads Conrad Pedersen, Vejen                 |
| 2002/2003 | Dänemark: Einzelmeisterschaften der Junioren U15 | Herreneinzel | 1     | Mads Conrad Pedersen, Vejen                                  |
| 2003/2004 | Dänemark: Einzelmeisterschaften der Junioren U17 | Herrendoppel | 1     | Mads Pieler Kolding, Holbæk / Mads Conrad Pedersen, Erritsø  |
| 2004/2005 | Dänemark: Einzelmeisterschaften der Junioren U17 | Herrendoppel | 1     | Mads Conrad-Petersen, Erritsø / Mads Pieler Kolding, Holbæk  |
| 2004/2005 | Dänemark: Einzelmeisterschaften der Junioren U17 | Herreneinzel | 1     | Mads Conrad-Petersen, Erritsø                                |
| 2005/2006 | Dänemark: Einzelmeisterschaften der Junioren U19 | Herrendoppel | 1     | Mads Pieler Kolding, Holbæk / Mads Conrad-Petersen, Erritsø  |
| 2006/2007 | Dänemark: Einzelmeisterschaften der Junioren U19 | Herreneinzel | 1     | Mads Conrad-Petersen, Højbjerg                               |
| 2006/2007 | Dänemark: Einzelmeisterschaften der Junioren U19 | Herrendoppel | 1     | Mads Pieler Kolding, Holbæk / Mads Conrad-Petersen, Højbjerg |
| 2007      | Junioren-Europameisterschaft                     | Herrendoppel | 2     | Mads Kolding / Mads Conrad                                   |
| 2007      | Junioren-Europameisterschaft                     | Herreneinzel | 1     | Mads Conrad                                                  |
| 2009      | Scottish Open                                    | Herrendoppel | 1     | Mads Conrad-Petersen / Mads Pieler Kolding                   |
| 2009      | Dutch International                              | Herrendoppel | 1     | Mads Conrad-Petersen / Mads Pieler Kolding                   |
| 2009      | Dutch Open                                       | Herrendoppel | 1     | Mads Conrad-Petersen / Mads Pieler Kolding                   |
| 2009      | Croatian International                           | Herrendoppel | 1     | Mads Conrad-Petersen / Mads Pieler Kolding                   |
| 2009      | Czech International                              | Herrendoppel | 1     | Mads Conrad-Petersen / Mads Pieler Kolding                   |
| 2009      | Irish Open                                       | Herrendoppel | 1     | Mads Conrad-Petersen / Mads Pieler Kolding                   |
| 2010      | Dutch International                              | Herrendoppel | 1     | Mads Conrad-Petersen / Mads Pieler Kolding                   |
| 2010      | Frankreich: Internationale Meisterschaften       | Doppel       | 3     | Jonas Rasmussen / Mads Conrad-Petersen                       |
| 2010      | Copenhagen Masters                               | Doppel       | 1     | Jonas Rasmussen / Mads Conrad-Petersen                       |
| 2011      | Malaysia Super Series                            | Doppel       | 2     | Jonas Rasmussen / Mads Conrad-Petersen                       |